# Strays (album de Jane's Addiction)
Pour les articles homonymes, voir Strays.
Albums de Jane's Addiction
Kettle Whistle
(1997) Up From the Catacombs - The Best of Jane's Addiction
(2006)
Strays est le troisième album de Jane's Addiction, sorti en 2003.

## Liste des pistes
1. True Nature – 3:49 (Perry Farrell/Dave Navarro/Stephen Perkins/Bob Ezrin/Martyn LeNoble)
2. Strays – 4:32 (Farrell/Navarro/Perkins/Ezrin/Arron Embry/David J)
3. Just Because – 3:51 (Farrell/Navarro/Perkins/Ezrin/Chris Chaney)
4. Price I Pay – 5:27 (Farrell/Navarro/Perkins/Ezrin/Chaney)
5. The Riches – 5:44 (Farrell/Navarro/Perkins/Ezrin/Embry/LeNoble)
6. Superhero – 3:58 (Farrell/Navarro/Perkins/Ezrin/Embry)
7. Wrong Girl – 4:32 (Farrell/Navarro/Perkins/Ezrin/Chaney)
8. Everybody's Friend – 3:18 (Farrell/Navarro/Perkins/Ezrin)
9. Suffer Some – 4:14 (Farrell/Navarro/Perkins/LeNoble/Ezrin)
10. Hypersonic – 3:32 (Farrell/Navarro/Perkins/Ezrin/LeNoble)
11. To Match The Sun – 5:25 (Farrell/Navarro/Perkins/Ezrin/LeNoble)

## Personnel
- Perry Farrell - chant, programmation
- Dave Navarro - guitares, piano
- Chris Chaney - basse
- Stephen Perkins - batterie, percussions